# Kolštejn (hrad)
Kolštejn (též Branná) je zřícenina hradu částečně přestavěného na zámek v Branné v okrese Šumperk. Stojí na skalnatém útesu v nadmořské výšce okolo 630 metrů nad řekou Brannou v jihovýchodní části vesnice. Komplex zříceniny a zámku je od roku 1964 chráněn jako kulturní památka.

## Historie
Předpokládaným obdobím výstavby hradu jsou roky 1306–1310, ale prvním známým majitelem hradu byl Jan z Wüstehube uváděný v roce 1313. Později hrad získal král Jan Lucemburský, který ho udělil jako léno pánům z Lipé a markrabě Karel jim ho roku 1340 potvrdil. Koncem čtrnáctého století hrad ovládl Hynek z Valdštejna, který často střídal strany během husitských válek, dokud nebyl zabit při pokusu o přepadení Prahy v roce 1427. Před rokem 1437 se hrad ocitl v držení Markvarta ze Zvole a později jeho syna Hynka ze Zvole.

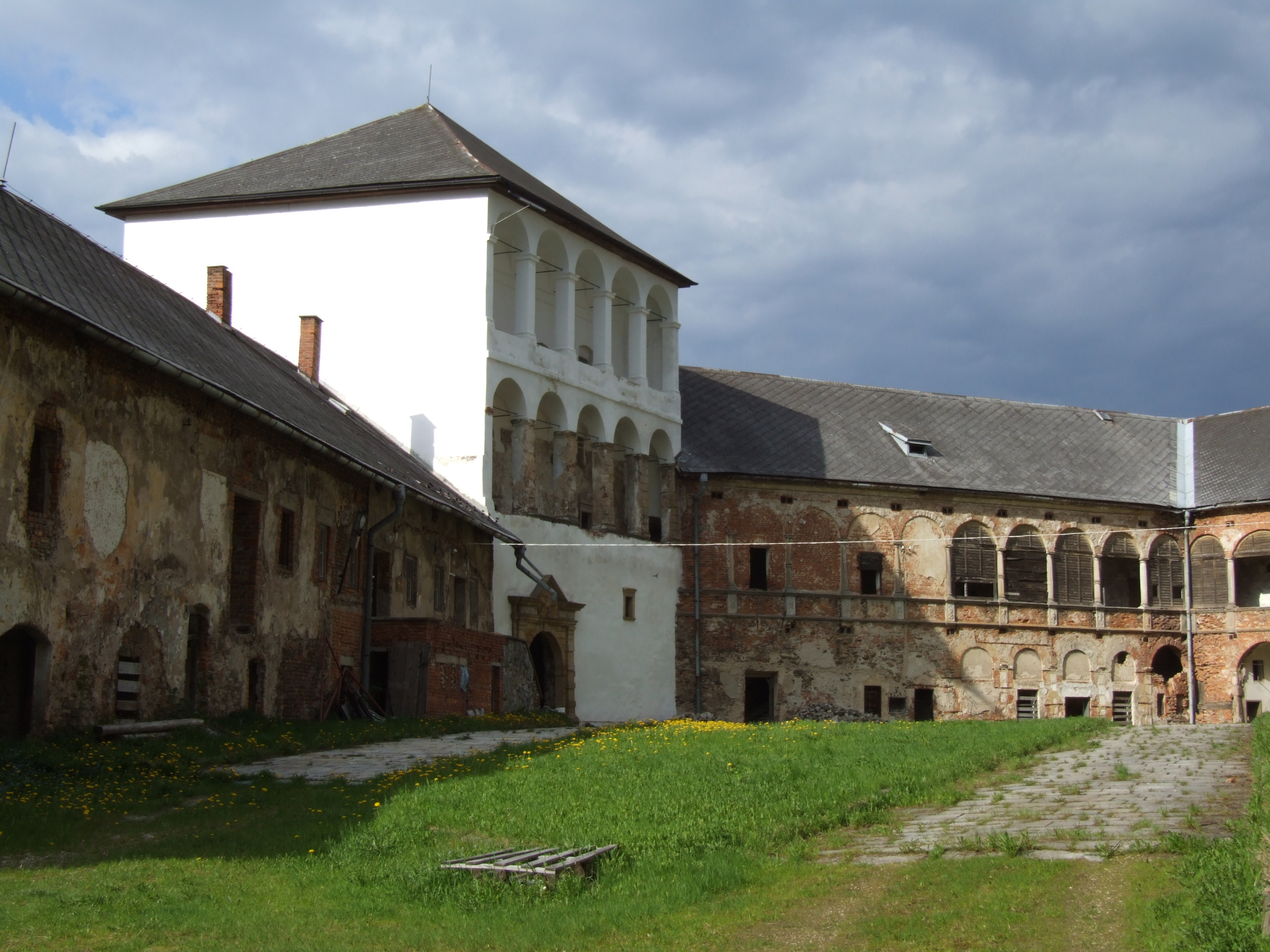
Nádvoří dolního zámku

Po vymření kolštejnské větve jejich rodu panství připadlo na krátkou dobu Žerotínům, kteří ho roku 1582 prodali Hynku Bruntálskému z Vrbna, jehož syn Jan nechal předhradí přestavět na renesanční zámek. Západní část zámku se dostavovala ještě za Lichtenštejnů, kteří zámek po konfiskacích získali v roce 1622. Během třicetileté války na hradě byla císařská posádka, ale po válce se zámek stal pouze správním centrem panství. K úpadku přispěly také dva požáry v letech 1770 a 1926.

## Stavební podoba
Hradní jádro vymezuje hradba vedená po hraně skalního útesu, jejíž tloušťka na straně k předhradí dosahuje 3,3 metrů. Za ní stávala válcová věž o průměru 8,8 metru, která byla v devatenáctém století upravena na vyhlídku. Z paláce, který stál zřejmě podél jihozápadní hradby, se dochovaly pouze zazděné okenní otvory v hradbě a valeně zaklenutý sklep. Fragment stavby se zachovanou spodní částí portálu se dochoval také mezi torzem věže a východní hradbou. Během renesančních a raně barokních úprav bylo obestavěno celé jádro, ale zástavba zanikla po požáru v roce 1770.

## Galerie

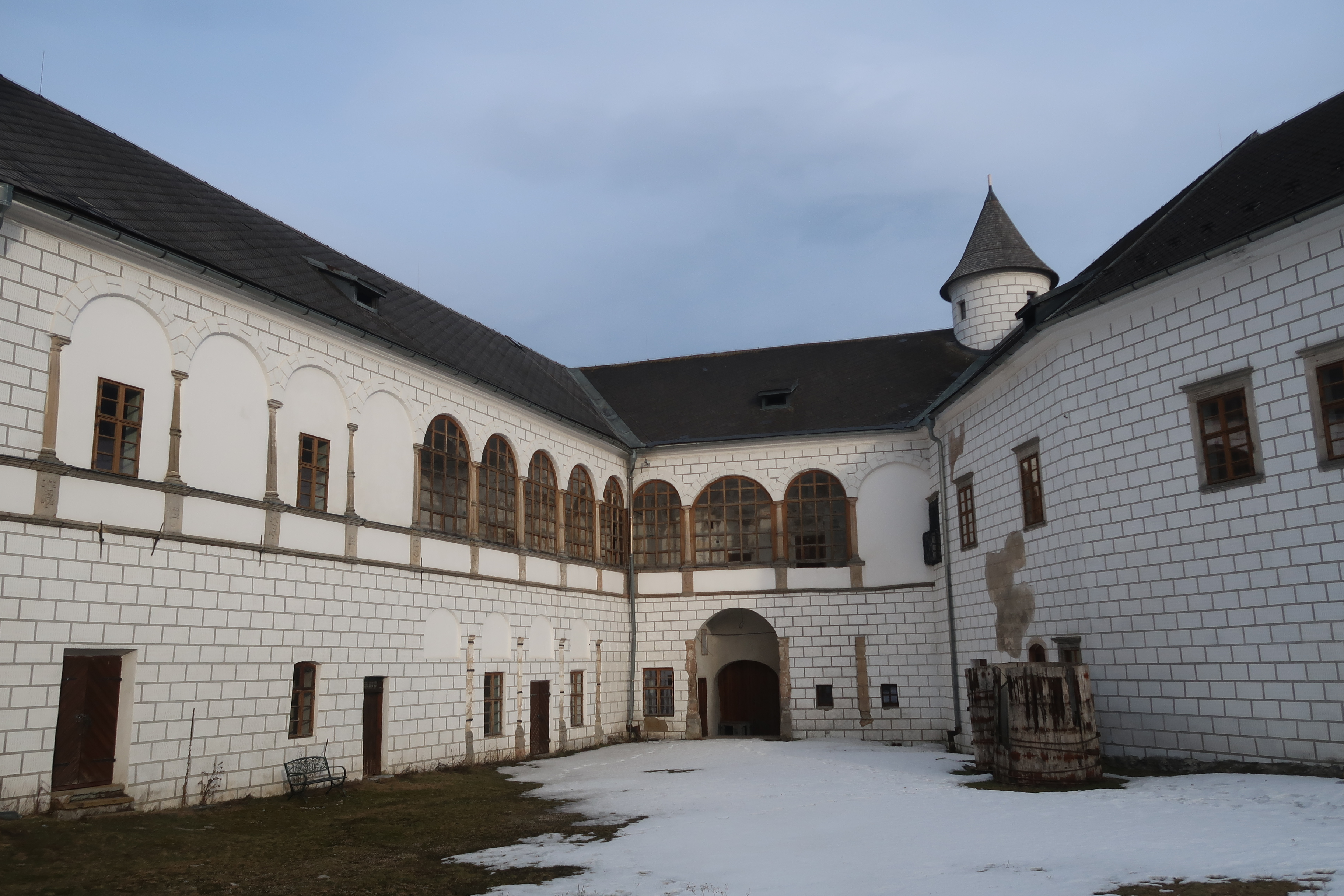
První nádvoří zámku Branná
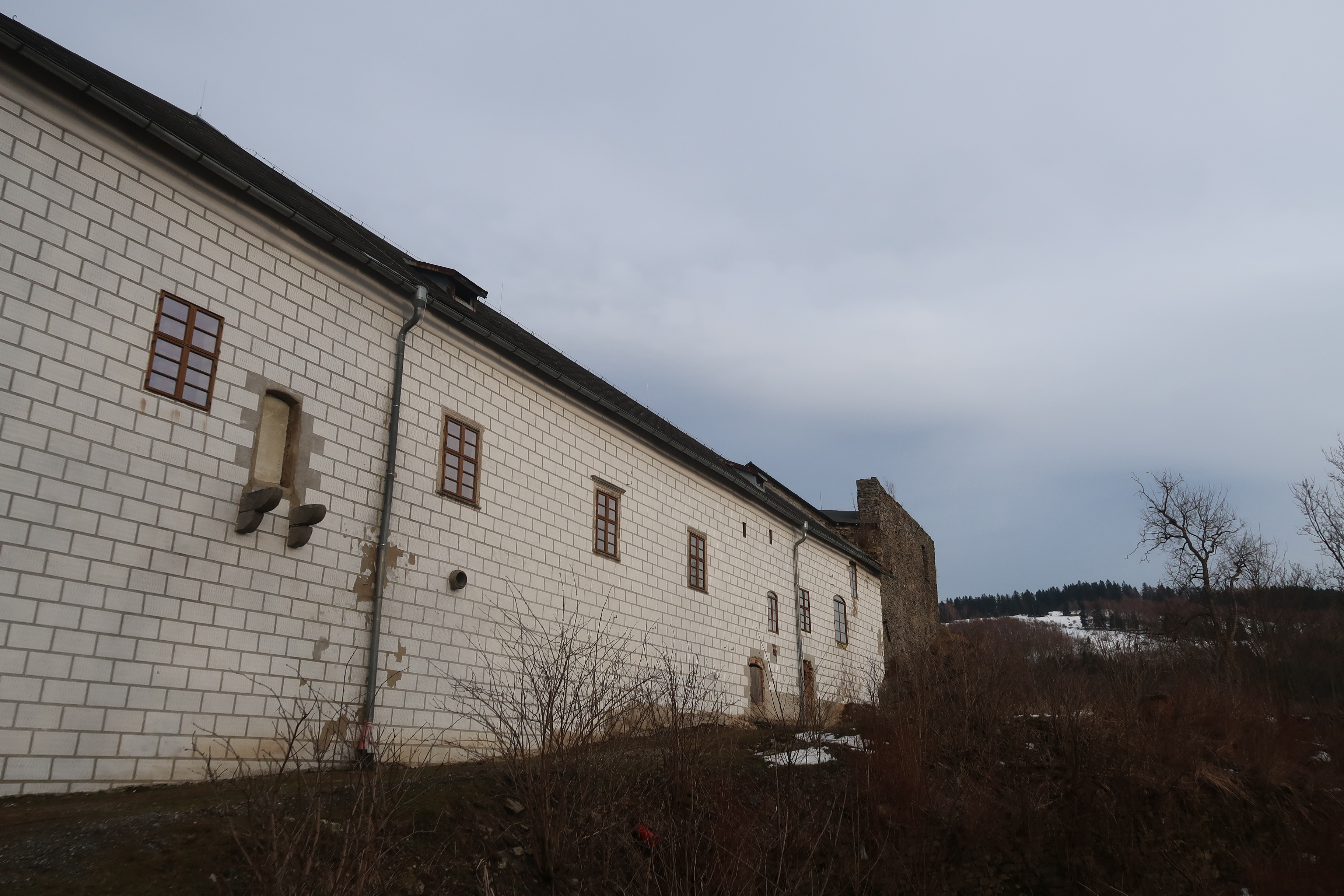
Jižní křídlo zámku s pozůstatky hradu Kolštejn
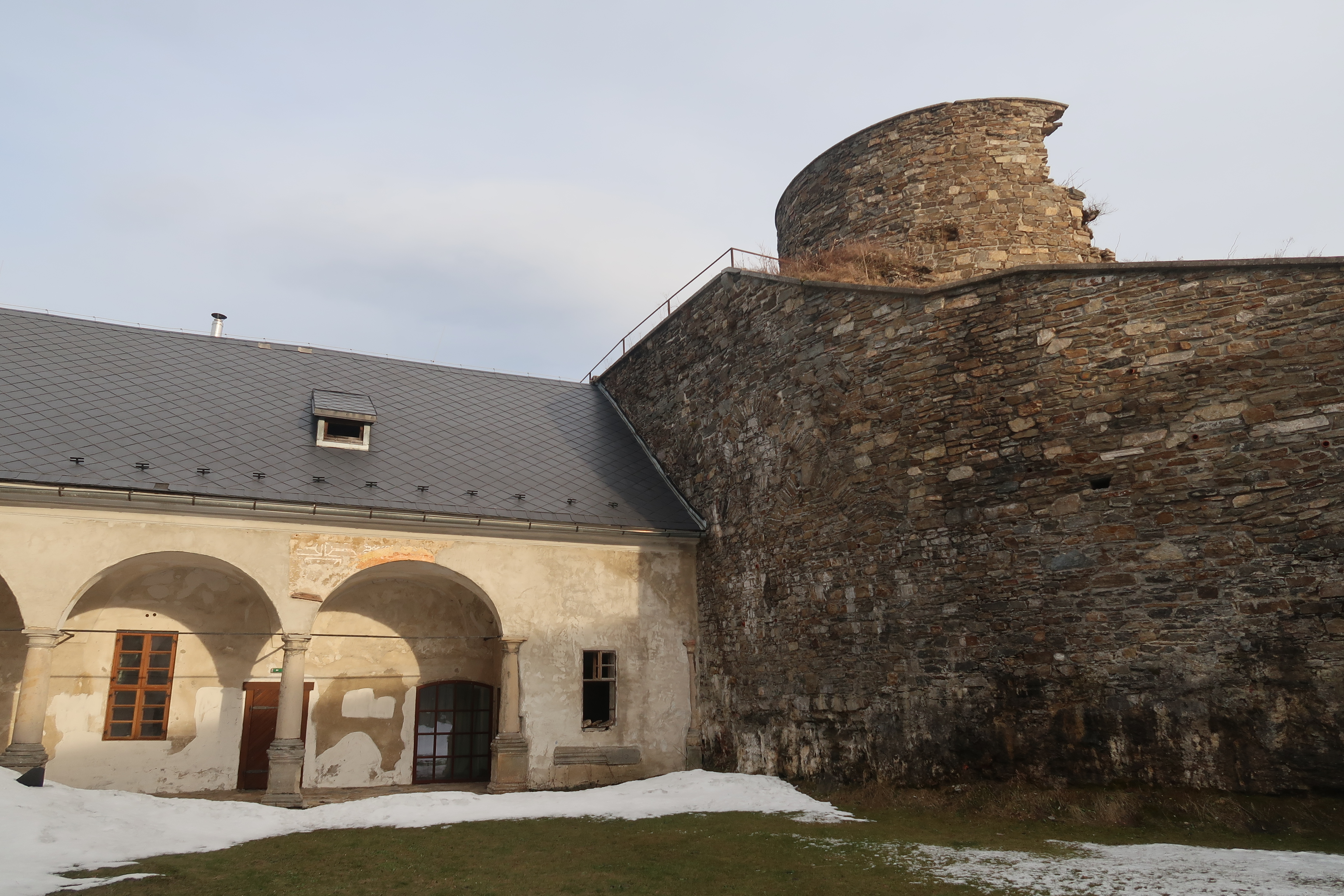
Druhé nádvoří zámku se zříceninou hradu Kolštejn
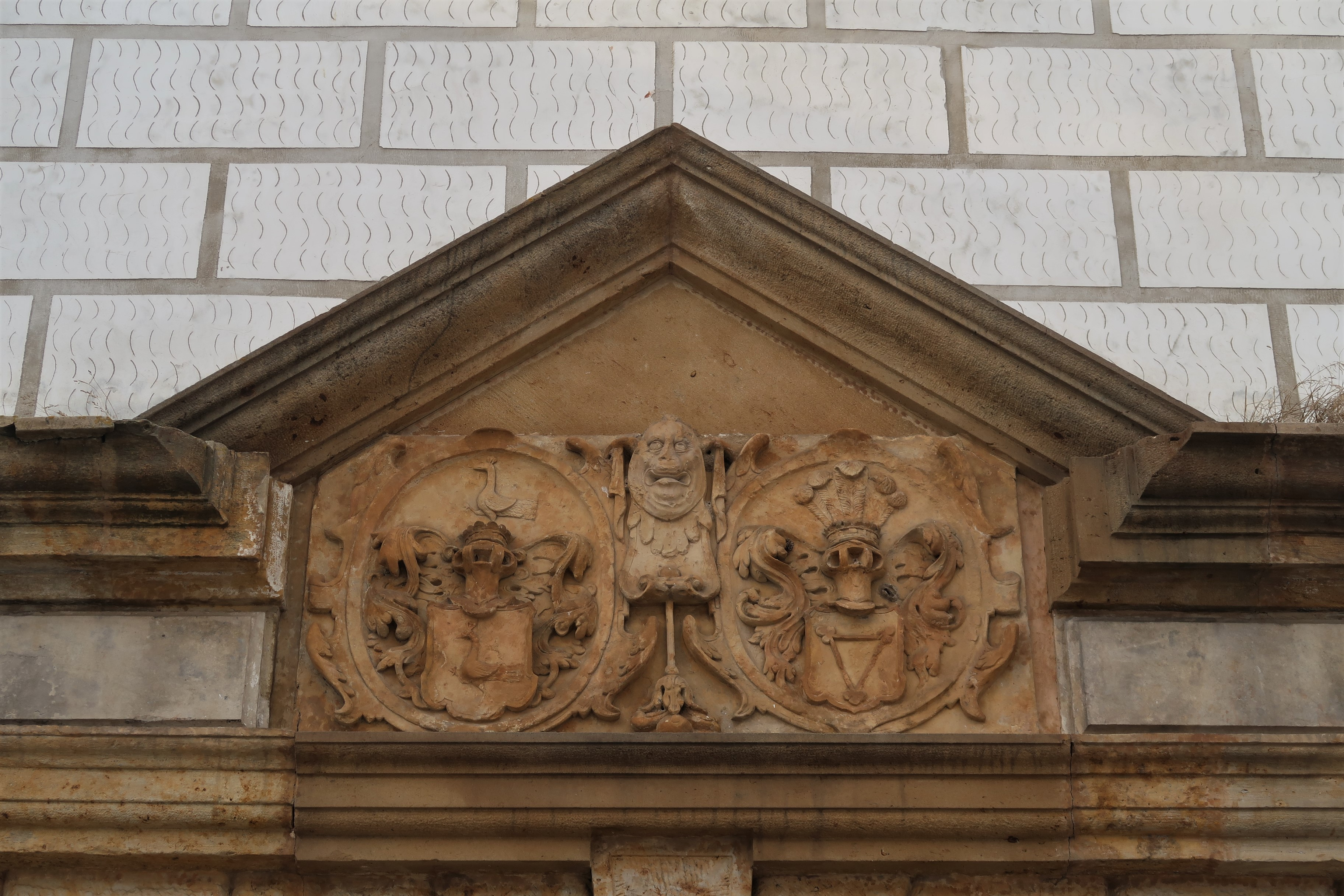
Erb Hanuše Petřvaldského nad vstupem do prvního nádvoří